# Izraelský apartheid

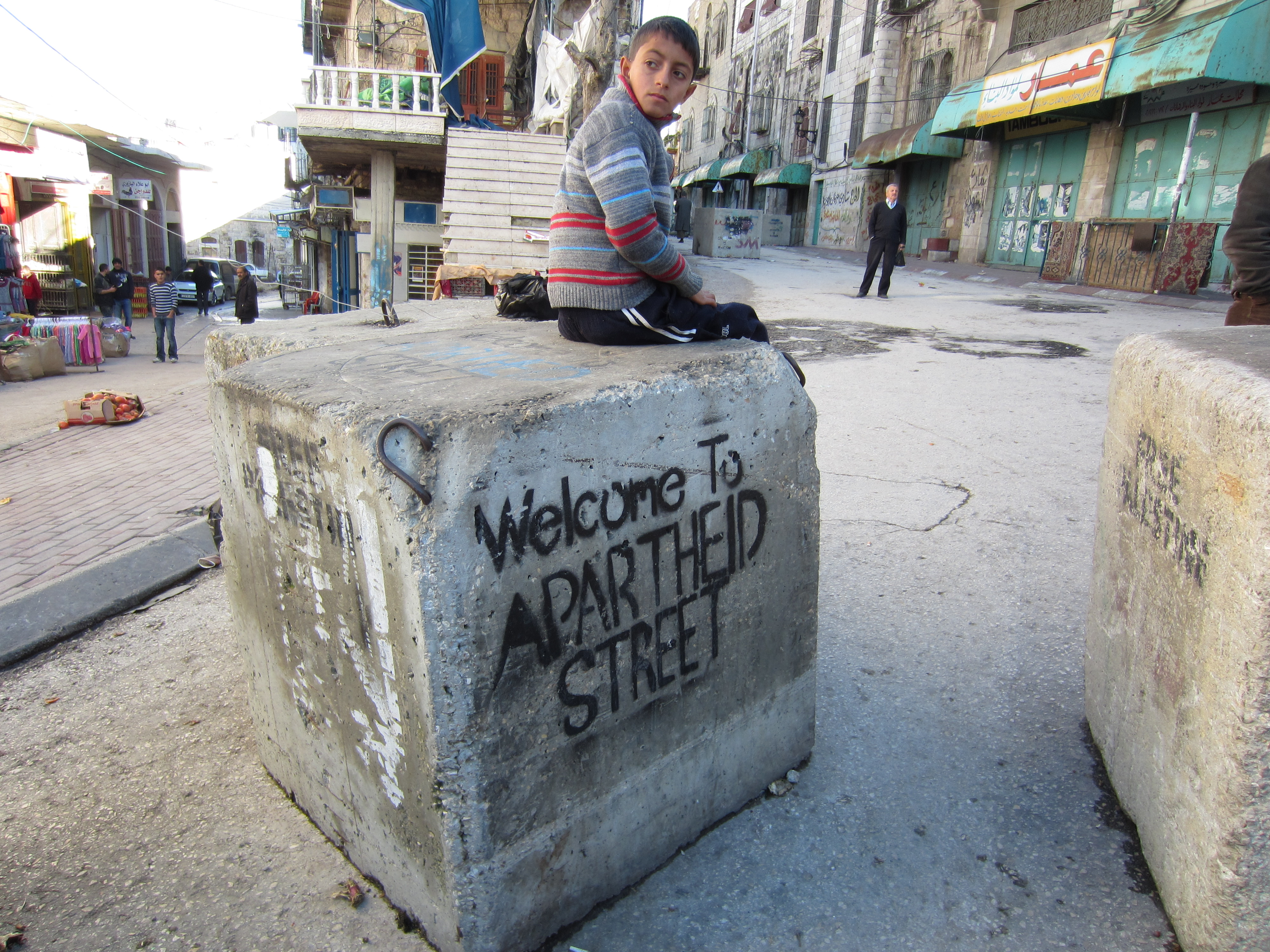
Palestinské dítě sedící na zátarasu na ulici Al-Shuhada ve Starém městě Hebronu na Izraelem okupovaném Západním břehu Jordánu. Palestinci ulici dali přezdívku „Ulice apartheidu“, protože je uzavřena pro palestinskou dopravu a otevřena pouze izraelským osadníkům a turistům.

Izraelský apartheid je systém institucionalizované segregace a diskriminace na Izraelem okupovaných palestinských územích a v menší míře i na území Izraele. Tento systém je charakterizován téměř úplným fyzickým oddělením mezi palestinskou a izraelskou osadnickou populaci na Západním břehu Jordánu a také právní separací, která se vztahuje na obě komunity a Palestince diskriminuje v široké škále způsobů. Izrael také diskriminuje palestinské uprchlíky v diaspoře a své vlastní palestinské občany.
Po první arabsko-izraelské válce v roce 1948 Izrael odepřel palestinským uprchlíkům, kteří byli vyhoštěni nebo uprchli z území, které se stalo územím Izraele, právo na návrat a právo na jejich ztracený majetek. Od Šestidenní války v roce 1967 Izrael okupuje Západní břeh Jordánu a Pásmo Gazy – což je v současné nejdelší vojenská okupace v novodobé historii – a v rozporu s mezinárodním právem tam staví rozlehlé osady, které oddělují palestinské komunity od sebe navzájem a brání vzniku nezávislého palestinského státu. Osady na Západním břehu Jordánu jsou většinou obklopeny izraelskou bariérou, která záměrně odděluje izraelské a palestinské obyvatelstvo, což je politika zvaná Hafrada. Zatímco židovští osadníci podléhají izraelskému občanskému právu, palestinské obyvatelstvo podléhá vojenskému právu. Osadníci mají také přístup k odděleným cestám a využívají přírodní zdroje regionu na úkor palestinských obyvatel.
Srovnání mezi Izraelem a Palestinou a jihoafrickým apartheidem mezi akademiky převládalo v polovině 90. let a na počátku 21. století. Od definice apartheidu jako zločinu proti lidskosti v Římském statutu z roku 2002 se pozornost přesunula k otázce mezinárodního práva. V prosinci 2019 Výbor pro odstranění rasové diskriminace OSN oznámil, že přezkoumává palestinskou stížnost, že izraelská politika na Západním břehu Jordánu představuje apartheid. Od té doby několik izraelských, palestinských a mezinárodních organizací pro lidská práva charakterizovalo situaci jako apartheid, včetně Yesh Din, Be-celem, Human Rights Watch, a Amnesty International. Názor, že Izrael páchá apartheid, podpořili vyšetřovatelé OSN, Africký národní kongres, několik skupin pro lidská práva a mnoho významných izraelských politických a kulturních osobností. Mezinárodní soudní dvůr ve svém poradním stanovisku z roku 2024 shledal, že svou okupací palestinských území Izrael porušuje článek 3 Mezinárodní úmluvy o odstranění všech forem rasové diskriminace, včetně „rasové segregace a apartheidu“. Rozsudek neupřesnil, zda se týká rasové segregace, apartheidu nebo obojího.
Prvky izraelského apartheidu zahrnují zákon o návratu, zákon o občanství a vstupu do Izraele z roku 2003, Zákon o národním státě z roku 2018 a mnoho dalších zákonů týkajících se bezpečnosti, svobody pohybu, vlastnictví pozemků a plánování, občanství, politické reprezentace v Knesetu, vzdělávání a kultury. Izrael tvrdí, že izraelská politika se řídí především bezpečnostními ohledy, a že obvinění je nepřesné a určené k delegitimizaci Izraele. Izrael toto obvinění často označuje za antisemitské, což kritici nazývají používáním antisemitismu jako zbraně.

## Historické srovnání
V roce 1961 jihoafrický premiér a architekt jihoafrických politik apartheidu Hendrik Verwoerd kritizoval izraelské hlasování proti jihoafrickému apartheidu v OSN se slovy: „Izrael není konzistentní ve svém novém postoji proti apartheidu... odebral Izrael Arabům poté, co tam Arabové žili tisíc let, v tom s nimi souhlasím. Izrael, stejně jako Jihoafrická republika, je apartheidní stát.” Jeho nástupce John Vorster zastával stejný názor. Od té doby řada zdrojů používá analogii apartheidu. Na počátku sedmdesátých let arabskojazyčné časopisy Organizace pro osvobození Palestiny (PLO) a Lidové fronty pro osvobození Palestiny (PFLP) srovnávaly izraelské návrhy na palestinskou autonomii s bantustanskou strategií Jihoafrické republiky. V roce 1970 aktivista proti apartheidu v britské Liberální straně Louis Eaks označil situaci v Izraeli za „apartheid“ a v důsledku toho mu hrozilo vyloučení ze strany.
V roce 1979 palestinský sociolog Elia Zureik ve své knize The Palestinians in Israel A Study in Internal Colonialism argumentoval tím, že i když de iure nebyl státem apartheidu, izraelská společnost byla charakterizována latentní formou apartheidu. Tento koncept se s určitou frekvencí objevoval v akademických i aktivistických článcích v 80.–90. letech, kdy Uri Davis, Meron Benvenisti, Richard Locke a Anthony Stewart používali termín apartheid k popisu izraelského zacházení s Palestinci.
V 90. letech se termín „izraelský apartheid“ dostal do popředí poté, co Izrael v důsledku dohod z Osla udělil Palestincům omezenou samosprávu ve formě palestinské samosprávy a vytvořil systém povolení a kontrolních bodů na palestinských územích. Analogie apartheidu nabyla na síle poté, co Izrael postavil bariéru na Západním břehu.
V roce 2001 od 28. srpna do 1. září probíhalo oddělené Fórum NGO nevládních organizací v průběhu Světové konference proti rasismu na nedalekém stadionu Kingsmead v jihoafrickém Durbanu. Skládalo se z 3 000 nevládních organizací a zúčastnilo se ho 8 000 zástupců. Prohlášení, které Fórum NGO přijalo, nebylo oficiálním dokumentem konference. Závěrečný dokument nevládních organizací vyzval k „obnovení rezoluce OSN, která klade rovnítko mezi sionismus a rasismus“ a „úplnou a naprostou izolaci Izraele jako apartheidního státu“.
Bývalý americký prezident Jimmy Carter napsal v roce 2006 knihu Palestine: Peace Not Apartheid. Jeho použití termínu „apartheid“ bylo použito tak, aby se zabránilo konkrétním obviněním z rasismu proti vládě Izraele, a pečlivě omezeno na situaci v Pásmu Gazy a na Západním břehu. V dopise představenstvu rabínů Velkého Phoenixu Carter jasně řekl, že nehovoří o okolnostech v Izraeli, ale výhradně v Gaze a na Západním břehu Jordánu. V rozhovoru z roku 2007 řekl: „Apartheid je slovo, které je přesným popisem toho, co se děje na Západním břehu Jordánu, a je založeno na touze nebo chamtivosti menšiny Izraelců po palestinské půdě. Není založeno na rasismu... Toto slovo je velmi přesným popisem nuceného oddělení Izraelců od Palestinců na Západním břehu Jordánu a totální nadvlády a útlaku Palestinců dominantní izraelskou armádou.“
V roce 2013 se v mezinárodních kruzích široce objevila analogie mezi Západním břehem a Bantustany z éry apartheidu v Jihoafrické republice. V USA, kde byl tento pojem dříve tabu, byla izraelská vláda nad okupovanými územími stále více přirovnávána k apartheidu.

## Západní břeh Jordánu a Pásmo Gazy

### Srovnání Hafrada–apartheid
Hafrada (hebrejsky הפרדה‎, doslova „separace”) je oficiální termín izraelské vlády pro politiku oddělení palestinského obyvatelstva na palestinských územích od izraelského obyvatelstva. V Izraeli se tento termín používá k označení obecné politiky separace, kterou izraelská vláda přijala a zavedla nad Palestinci na Západním břehu a v pásmu Gazy. Odborníci a komentátoři toto slovo přirovnali k apartheidu přičemž někteří tvrdí, že tato dvě slova jsou ekvivalentní.
Izraelská bezpečnostní bariéra na Západním břehu (hebrejsky גדר ההפרדה‎, „oddělující plot”), související kontroly pohybu Palestinců způsobené uzávěrami na Západního břehu a jednostranné stažení Izraele z Gazy byly citovány jako příklady hafrady. Aaron Klieman rozlišuje mezi plány rozdělení založenými na hafradě, kterou překládá jako „oddělení“, a hipardutu, v překladu „odpojení“.
Od svého prvního veřejného představení dominuje izraelským politickým a kulturní diskursem a debatě paradigma hafrada. V roce 2009 izraelský historik Benny Morris řekl, že ti, kteří kladou rovnítko mezi izraelské snahy o oddělení těchto dvou populací s apartheidem, se účinně snaží podkopat legitimitu jakékoli mírové dohody založené na dvoustátním řešení. V roce 2023 bývalý ředitel Human Rights Watch Kenneth Roth řekl, že jeho organizace se dlouho zdržela interpretace reality na místě jako apartheidu, dokud existovala šance, že mírový proces uspěje. Protože podle jeho názoru tento proces nikam nevede a izraelská vláda podkopává dvoustátní řešení, Roth dospěl k závěru, že izraelská politika na Západním břehu má „všechny prvky represivní diskriminace, které tvoří apartheid“. Bývalý redaktor časopisu Foreign Policy David Rothkopf označil Izrael za stát apartheidu.

### Pod izraelskou vojenskou okupací
Leila Farsakh, docentka politologie na University of Massachusetts Boston, uvedla, že po roce 1977 „vojenská vláda na Západním břehu Jordánu a v pásmu Gazy vyvlastnila a uzavřela palestinskou půdu a umožnila přesun izraelských osadníků na okupovaná území.” Poznamenává, že osadníci se nadále řídili izraelskými zákony a že byl uzákoněn jiný systém vojenského práva „k regulaci civilních, ekonomických a právních záležitostí palestinských obyvatel“. Říká: „mnoho lidí považuje tyto izraelské politiky územní integrace a sociální separace za apartheid, i když takové jméno nikdy nedostaly.“

### Pod palestinskou samosprávou
Arabové žijící na Západním břehu Jordánu a v Pásmu Gazy, oblastech okupovaných Izraelem po šestidenní válce v roce 1967 a považovaných za okupované území podle mezinárodního práva, jsou pod civilní kontrolou Palestinské samosprávy a nejsou izraelskými občany. V některých oblastech Západního břehu jsou pod izraelskou bezpečnostní kontrolou.
V roce 2007, před vydáním zprávy Rady pro lidská práva OSN, zvláštní zpravodaj OSN John Dugard řekl, že „izraelské zákony a praktiky na okupovaných palestinských územích jistě připomínají aspekty apartheidu.“ Dugard se ptal: „Lze vážně popřít, že účelem [...] je nastolit a udržet nadvládu jedné rasové skupiny (Židů) nad jinou rasovou skupinou (Palestinci) a systematicky je utlačovat?” V říjnu 2010 Richard A. Falk, tehdejší zvláštní zpravodaj OSN, oznámil třetímu výboru Valného shromáždění OSN, že „povaha okupace od roku 2010 dokládá dřívější obvinění z kolonialismu a apartheidu důkazy a zákonem ve větší míře, než tomu bylo dokonce před třemi lety." Falk to nazval „kumulativním procesem“ a řekl, že „čím déle bude pokračovat...tím závažnější je zkrácení základních palestinských práv“.
Izraelský ministr obrany a bývalý premiér Ehud Barak v roce 2010 řekl: „Dokud na tomto území na západ od řeky Jordán bude existovat pouze jeden politický subjekt jménem Izrael, bude buď nežidovský, nebo nedemokratický. Dokud skupina milionů Palestinců nemůže volit, bude to apartheidní stát."
V listopadu 2014 bývalý generální prokurátor Izraele Michael Ben-Ja'ir naléhal na Evropskou unii, aby podpořila vytvoření palestinského státu – argumentoval tím, že Izrael zavedl na Západním břehu režim apartheidu. V roce 2015 Me'ir Dagan, bývalý šéf Mossadu, tvrdil, že pokračování politiky premiéra Netanjahua by vyústilo v Izrael, který je buď dvounárodnostním státem nebo státem apartheidu.

### Bariéra na Západním břehu Jordánu

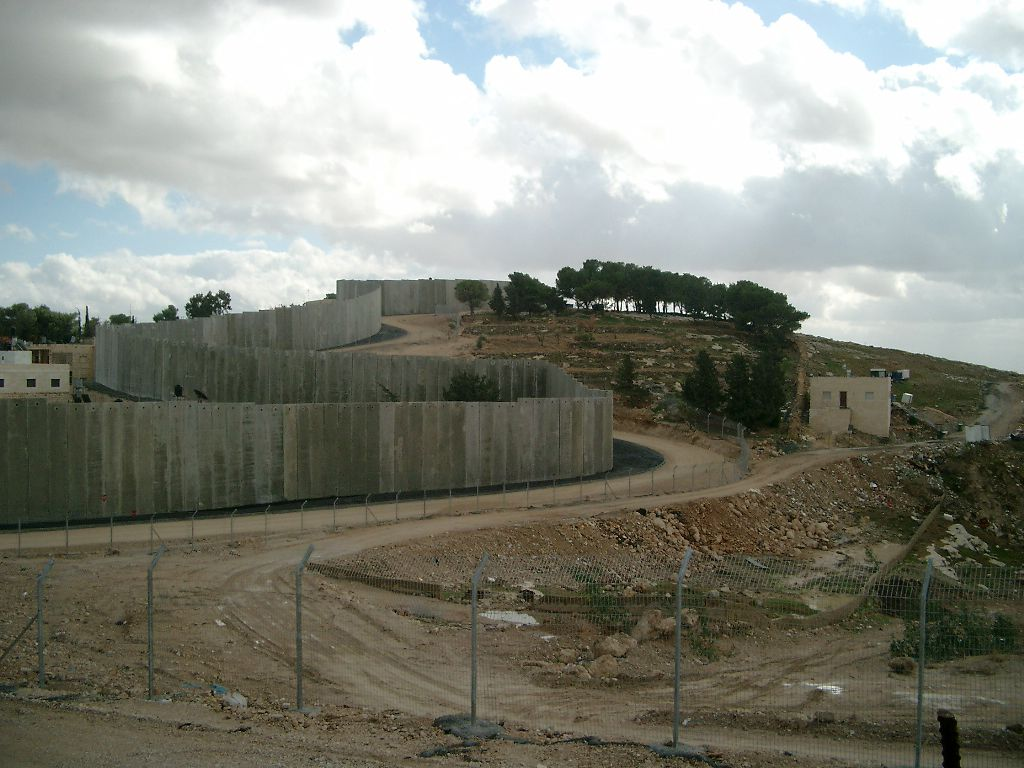
Bariéra, kterou propalestinské skupiny nazývají „zeď apartheidu“ a Izrael „bezpečnostní plot“

V roce 2003, rok po operaci Obranný štít, izraelská vláda oznámila projekt „plotů a jiných fyzických překážek“, které mají zabránit Palestincům v přechodu do Izraele.  Několik osobností, včetně Mohammada Sarwara, Johna Pilgera a Mustafy Barghoutiho, nazvalo výslednou bariéru na Západním břehu „zeď apartheidu“.
Zastánci bariéry ji považují z velké části za zodpovědnou za snížení počtu teroristických incidentů o 90 % od roku 2002 do roku 2005. Někteří Izraelci plán separace přirovnali k režimu jihoafrického apartheidu. Politolog Meron Benvenisti napsal, že stažení Izraele z Gazy vytvořilo bantustanský model pro Gazu. Podle Benvenistiho záměr Ariela Šarona odpoutat se od Gazy až po dokončení stavby plotu, „po trase, která bude zahrnovat všechny osidlovací bloky (v souladu s požadavkem Benjamina Netanjahua), podtrhuje kontinuitu bantustanského konceptu. Plot vytvoří na Západním břehu tři bantustany: Jenin-Náblus, Betlém-Hebron a Ramallah.”
V roce 2004 rozhodl Mezinárodní soudní dvůr v poradním stanovisku, že zeď je nezákonná tam, kde zasahuje za zelenou linii z roku 1967 na Západní břeh Jordánu. Izrael s rozsudkem nesouhlasil, ale jeho nejvyšší soud následně nařídil, aby byla bariéra přesunuta v úsecích, kde se zdálo, že její trasa způsobuje Palestincům více útrap, než by mohly ospravedlnit bezpečnostní obavy. Izraelský soud rozhodl, že bariéra je obranná, a přijal stanovisko vlády, že trasa je založena na bezpečnostních úvahách.

### Pozemky
Henry Siegman, bývalý národní ředitel Amerického židovského kongresu, řekl, že síť osad na Západním břehu vytvořila „nezvratný koloniální projekt“, jehož cílem je vyloučit možnost životaschopného palestinského státu. Podle Siegmana tím Izrael „překročil práh od ‚jediné demokracie na Blízkém východě‘ k jedinému režimu apartheidu v západním světě“. Tvrdí, že upírat Palestincům sebeurčení i izraelské občanství se rovná „dvojímu zbavení volebního práva“, které, pokud je založeno na etnickém původu, znamená rasismus, a že vyhrazení demokracie pro privilegované občany a držení ostatních „za kontrolními stanovišti a ploty z ostnatého drátu“ je opakem demokracie.
John Dugard přirovnal izraelskou konfiskaci palestinských farem a pozemků a ničení palestinských obydlí k podobné politice Jihoafrické republiky z éry apartheidu.
Velká studie izraelské organizace pro lidská práva Be-celem z roku 2002 dospěla k závěru: „Izrael vytvořil na okupovaných územích separační režim založený na diskriminaci, který uplatňuje dva samostatné systémy práva na stejném území a zakládá práva jednotlivci podle jejich národnosti. Tento režim je jediný svého druhu na světě a připomíná nevkusné režimy z minulosti, jako byl režim apartheidu v Jihoafrické republice.”

### Trestní právo
V roce 2007 Výbor OSN pro odstranění rasové diskriminace oznámil, že Palestinci a izraelští osadníci na okupovaných územích podléhají odlišným trestním zákonům, což vede k delšímu zadržování a tvrdším trestům pro Palestince než pro Izraelce za stejné trestné činy. Amnesty International oznámila, že na Západním břehu se izraelští osadníci a vojáci, kteří se zapojí do zneužívání Palestinců, včetně nezákonného zabíjení, těší „beztrestnosti“ a jsou zřídka stíháni, ale Palestinci zadržovaní izraelskými bezpečnostními silami mohou být uvězněni na delší dobu a zprávy o jejich mučení a jiném špatném zacházení nejsou věrohodně vyšetřovány.
Dugard přirovnal izraelské věznění Palestinců k politice apartheidu v Jihoafrické republice a řekl: „Bezpečnostní policie apartheidu praktikovala mučení ve velkém měřítku. Stejně tak izraelské bezpečnostní síly. Na ostrově Robben Island bylo mnoho politických vězňů, ale více je palestinských politických vězňů v izraelských věznicích.”

### Přístup k vodě
Světová banka v roce 2009 zjistila, že izraelské osady na Západním břehu (které tvoří 15 % její populace) mají přístup k více než 80 % jejích sladkovodních zdrojů, a to navzdory skutečnosti, že dohody z Osla požadují „společnou“ správu těchto zdrojů. To podle banky vytvořilo „skutečný nedostatek vody” pro Palestince. V lednu 2012 zveřejnil Výbor pro zahraniční věci francouzského parlamentu zprávu, která označila izraelskou vodní politiku na Západním břehu za „zbraň sloužící novému apartheidu“. Zpráva uvádí, že 450 000 izraelských osadníků spotřebovalo více vody než 2,3 milionu Palestinců „v rozporu s mezinárodním právem“, že Palestincům není dovoleno používat podzemní vodonosné vrstvy a že Izrael záměrně ničil studny, nádrže a závody na čištění vody. Mluvčí izraelského ministerstva zahraničí Yigal Palmor řekl, že zpráva byla „nabitá jazykem zlomyslné propagandy, která je na hony vzdálená jakékoli profesionální kritice, se kterou by se dalo inteligentně polemizovat“. Zpráva izraelského Beginova–Sadatova centra pro strategická studia dochází k závěru, že Izrael splnil dohody o vodě, které uzavřel s Palestinci, a autor řekl, že situace je „přesným opakem apartheidu“, protože Izrael poskytl vodní infrastrukturu více než 700 palestinským vesnicím. Asociace pro občanská práva v Izraeli v roce 2008 dospěla k závěru, že segregovaná silniční síť na Západním břehu Jordánu, rozšiřování židovských osad, omezování růstu palestinských měst a diskriminační poskytování služeb, rozpočtů a přístupu k přírodním zdrojům jsou „do očí bijícím porušením princip rovnosti a v mnoha ohledech připomínající režim apartheidu v Jihoafrické republice“. Skupina obrátila svou předchozí neochotu použít přirovnání k Jihoafrické republice, protože podle mluvčí Melanie Takefmanové se „věci spíše zhoršují než zlepšují“.

### Cestování a pohyb

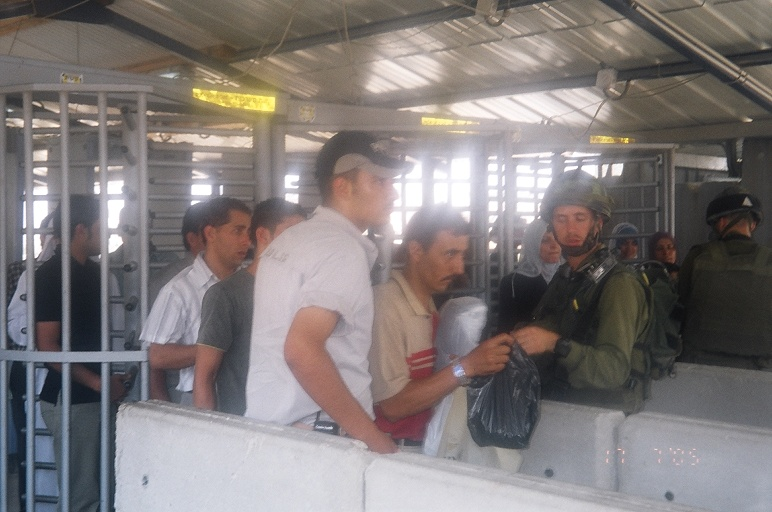
Checkpoint Huwwara, jeden z mnoha izraelských kontrolních bodů a uzávěrů (zrušen v roce 2011), které omezovaly pohyb Palestinců na okupovaném Západním břehu Jordánu a byly přirovnávány apartheidním zákonům o vnitřních pasových kontrolách

Palestinci žijící v neanektovaných částech Západního břehu Jordánu nemají izraelské občanství ani volební právo v Izraeli, ale podléhají omezením pohybu ze strany izraelské vlády. Izrael vytvořil silnice a kontrolní stanoviště na Západním břehu Jordánu s oznámeným účelem zabránit nerušenému pohybu sebevražedných atentátníků a ozbrojenců v regionu. Lidskoprávní nevládní organizace Be-celem naznačila, že taková politika izolovala některé palestinské komunity a že izraelský silniční režim „založený na principu separace prostřednictvím diskriminace má nápadnou podobnost s rasistickým režimem apartheidu, který existoval v Jihoafrické republice do roku 1994“.
Mezinárodní soudní dvůr uvedl, že Mezinárodní pakt o občanských a politických právech zaručuje základní práva palestinského obyvatelstva na okupovaných územích a že je Izrael nemůže z bezpečnostních důvodů odepřít. Marwan Bishara, učitel mezinárodních vztahů na Americké univerzitě v Paříži, prohlásil, že omezení pohybu zboží mezi Izraelem a Západním břehem Jordánu jsou „de facto systémem apartheidu“. Izraelský politik Michael Oren tvrdí, že nic z toho ani vzdáleně nepřipomíná apartheid, protože „velká většina osadníků a Palestinců se rozhodla žít odděleně kvůli kulturním a historickým rozdílům, nikoli kvůli segregaci, ačkoli tisíce z nich fungují vedle sebe. Oddělené silnice byly vytvořeny v reakci na teroristické útoky – nikoli k segregaci Palestinců, ale k záchraně židovských životů a izraelské silnice využívají izraelští Židé i Arabové.“
Systém povolení a uzávěr byl zaveden v roce 1990. Leila Farsakhová, palestinská politická ekonomka tvrdí, že tento systém ukládá „Palestincům podobné podmínky, jaké měli černoši podle zákona o vnitřních pasových kontrolách. Stejně jako zákon o vnitřních pasových kontrolách řídil systém pohybu obyvatelstva podle jednostranně definovaných úvah osadníků.” V reakci na intifádu Al-Aksá Izrael upravil systém povolení a teritoriálně rozdrobil Západní břeh Jordánu a Pásmo Gazy. „V dubnu 2002 Izrael prohlásil, že Západní břeh Jordánu a Pásmo Gazy bude rozděleno na osm hlavních oblastí, mimo které Palestinci nemohou žít bez povolení.”
John Dugard řekl, že tyto zákony „se podobají, ale svou přísností jdou daleko za rámec systému povolení v apartheidu“. Džamal Zahalka, izraelsko-arabský člen Knessetu, také řekl, že tento systém povolení je rysem apartheidu. Azmí Bišára, bývalý člen Knessetu, tvrdil, že palestinskou situaci způsobil „kolonialistický apartheid“.

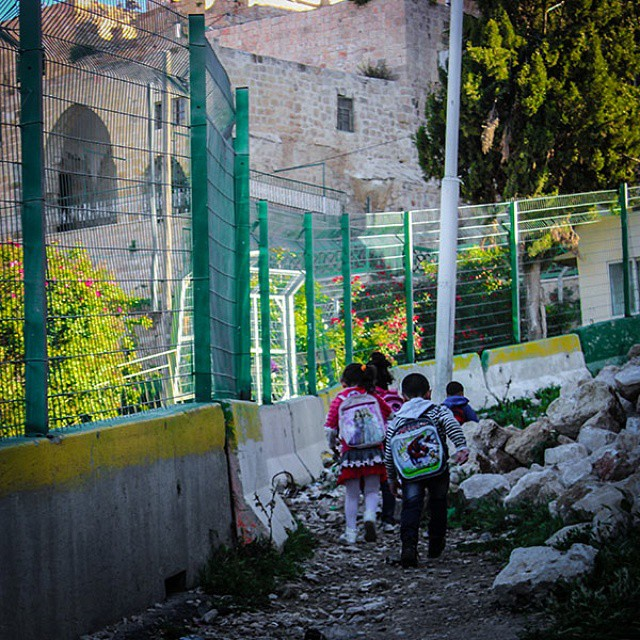
Palestinské děti chodí do své školky, oddělené od dlážděné cesty vyhrazené pro izraelské osadníky.

Be-celem v roce 2004 napsal: „Palestincům je zakázán nebo mají omezený přístup na 720 km silnic na Západním břehu” a prohlásil, že tento systém má „jasné podobnosti“ s režimem apartheidu v Jihoafrické republice.
V říjnu 2005 izraelské obranné síly znemožnili Palestincům využívat dálnici 60 jako součást plánu na samostatnou silniční síť pro Palestince a Izraelce na Západním břehu Jordánu. Silnice byla neprodyšně uzavřena po smrtelné střelbě na tři osadníky u Betléma. Od roku 2005 nebyla na silnici povolena žádná soukromá palestinská auta, ačkoli veřejná doprava byla stále povolena.
V roce 2011 generálmajor Nitzan Alon zrušil samostatné systémy veřejné dopravy na Západním břehu Jordánu a umožnil Palestincům jezdit po boku Izraelců. Osadníci proti opatření protestovali. Rozkaz IOS byl údajně zrušen Moše Ja'alonem, který v reakci na tlak osadnických skupin vydal směrnici, která Palestincům odepřela průjezd v autobusech jezdících z Izraele na Západní břeh Jordánu. V roce 2014 mělo být rozhodnutí učiněno z bezpečnostních důvodů, ačkoli podle deníku Haaretz vojenští představitelé říkají, že palestinské použití takové dopravy nepředstavuje žádnou bezpečnostní hrozbu. Ministryně spravedlnosti Cipi Livniová požádala izraelského generálního prokurátora Jehuda Weinsteina, aby prozkoumal zákonnost zákazu, a Weinstein okamžitě požadoval, aby Ja'alon poskytl vysvětlení svého rozhodnutí. Izraelské bezpečnostní zdroje prohlásily, že rozhodnutí nemělo nic společného s veřejnými autobusy a že cílem bylo dohlížet na vstup na izraelské území a výstup z něj, a tím snížit pravděpodobnost teroristických útoků uvnitř Izraele. Kritici na levici označili tuto politiku za rovnocennou apartheidu a něco, co by z Izraele udělalo vyděděnecký stát.
Dne 29. prosince 2009 izraelský Nejvyšší soud akceptoval petici Sdružení pro občanská práva v Izraeli proti příkazu IOS, který Palestincům zakazoval jízdu po dálnici 443. Rozhodnutí mělo vstoupit v platnost pět měsíců po vydání a umožnit Palestincům používat silnici. Podle plánů, které IOS připravily k provedení soudního rozhodnutí, mělo palestinské použití silnice zůstat omezené. V březnu 2013 izraelská autobusová společnost Afikim oznámila, že od 4. března 2013 bude na okupovaných územích provozovat samostatné autobusové linky pro Židy a Araby.

### Bezpečnost
Během izraelsko-íránské války se ukázalo, že stát Izrael systematicky nebudoval dostatek protibombových krytů nebo bunkrů v arabských čtvrtích. Kritiky to bylo označeno za diskriminaci nežidovských obyvatel Izraele. Podle zprávy státního kontrolora z roku 2018 nemělo žádné kryty 60 ze 71 arabských obcí a měst v Izraeli. Izraelský zákon sice vyžaduje, aby měl bezpečnou místnost každý nově postavený dům či byt, ke stavbě je ale potřeba dostat povolení. A to je v arabských městech prakticky nemožné – podle izraelské nevládní organizace Sikkuy-Aufoq nebyl v letech 2010 až 2023 schválen ani jeden projekt na městskou obnovu v arabských komunitách. Oproti tomu v těch židovských schválily úřady ve stejném období projektů na výstavbu 5600. Situace byla tristní také ve Východním Jeruzalémě, který Izrael jednostranně anektoval a který je obýván zejména izraelskými Araby. Zde je jen několik veřejných krytů. Zcela chybí kryty v rezidenčních budovách, a to znovu proto, že Izrael nevydává stavební povolení a nové stavby tak vznikají na černo a bez krytů. Současně Izrael během války zpřísnil kontroly pohybu arabských obyvatel, což dále komplikovalo přesuny do bezpečnějších oblastí během íránských náletů.

## Vlastní území Izraele
Heribert Adam a Kogila Moodley v roce 2006 napsali, že izraelští Palestinci jsou „mají status druhořadého občana, když jiná etnická skupina monopolizuje státní moc“ kvůli zákonným zákazům přístupu k půdě, stejně jako nerovnému rozdělení pozic ve státní správě a výdaji na osobu na vzdělávání mezi „dominantními a menšinovými občany“.
V roce 2008 podepsalo 53 členů fakulty Stanfordovy univerzity dopis, v němž stálo, že „Stát Izrael nemá nic společného s apartheidem“ na svém národním území. Dále uvedli, že Izrael je liberální demokracií, ve které se arabští občané těší občanské, náboženské, sociální a politické rovnosti a že přirovnávání Izraele k apartheidu v Jižní Africe bylo „pošpiněním“ a součástí kampaně „zlovolné propagandy“.
Jihoafrický soudce Richard Goldstone, napsal v The New York Times v říjnu 2011, že i když mezi izraelskými Židy a Araby existuje určitý stupeň oddělení, „v Izraeli neexistuje apartheid. Nic se tam nepřibližuje definici apartheidu podle Římského statutu z roku 1998“. Napsal, že situace na Západním břehu „je složitější. Ale ani zde není záměrem udržovat 'institucionalizovaný režim systematického útlaku a nadvlády jedné rasové skupiny'. To je zásadní rozdíl, i když tam Izrael jedná opresivně vůči Palestincům.” Goldstone také napsal: „Obvinění, že Izrael je státem apartheidu, je falešné a zlomyslné, které spíše vylučuje, než podporuje, mír a harmonii“.
Amnesty International odsoudila rozhodnutí izraelského soudu násilně vystěhovat 500 palestinských beduínů z Ras Jrabah v Negevské poušti s tím, že rozsudek ukázal „hlubokou diskriminaci, které palestinští občané Izraele čelí v rámci apartheidu“.

### Základní zákon: Izrael – národní stát židovského lidu
Základní zákon: Izrael – národní stát židovského lidu, který byl schválen v červenci 2018, uvádí, že „právo na národní sebeurčení ve státě Izrael je jedinečné pro židovský národ“. Zákona umožnil zřízení segregovaných měst, ve kterých je bydliště omezeno náboženstvím nebo národností – což bylo srovnáváno se zákonem o skupinových oblastech z roku 1950, který zavedl apartheid v Jižní Africe. Členové opozice a další komentátoři varovali, že návrh zákona zavede nebo upevní režim apartheidu; úvodník novin Haaretz jej označil za „základní kámen apartheidu“.

## Právní definice a řízení
Valné shromáždění Organizace spojených národů přijalo Mezinárodní úmluvu o potlačení a trestání zločinu apartheidu v roce 1973. Úmluva definuje apartheid jako „nelidské činy, páchané s cílem vytvořit a upevnit nadvládu jedné rasové skupiny osob nad jakoukoliv jinou rasovou skupinou osob a systematicky tyto osoby utlačovat“.
Zločin apartheidu byl dále definován v roce 2002 článkem 7 Římského statutu Mezinárodního trestního soudu jako nelidské činy podobné povahy jako mučení, vraždy, deportace nebo násilný přesun obyvatelstva, věznění nebo jiné závažné formy zbavení osobní svobody v rozporu se základními pravidly mezinárodního práva, persekuce jakékoli identifikovatelné skupiny nebo kolektivu z důvodů politických, rasových, národnostních, etnických, kulturních či náboženských nebo z důvodu pohlaví a to „páchané v rámci institucionalizovaného režimu systematického útlaku a nadvlády jedné rasové skupiny nad jinou rasovou skupinou nebo skupinami a páchané s úmyslem zachovat tento režim”.
Během pětiletého izraelského Univerzálního periodického přezkumu OSN v lednu 2018 Human Rights Watch a další skupiny pro lidská práva kritizovaly Izrael. Ženevský ředitel Human Rights Watch John Fisher řekl: „Proklamovaný závazek Izraele k lidským právům během přezkumu OSN je v rozporu s jeho neochotou zabývat se porušováním lidských práv v kontextu okupace, práv Palestinců nebo nezákonných osad.” Před přezkumem předložilo osm palestinských organizací pro lidská práva společnou 60stránkovou zprávu podrobně popisující „Izraelské vytvoření institucionalizovaného režimu systematické rasové nadvlády a útlaku nad palestinským lidem jako celkem, což se rovná zločinu apartheidu, v rozporu s článkem 3 Mezinárodní úmluvy o odstranění všech forem rasové diskriminace“.
Mezinárodní soudní dvůr ve svém poradním stanovisku ze dne 19. července 2024 shledal, že izraelská okupace palestinských území je v rozporu s článkem 3 Mezinárodní úmluvy o odstranění všech forem rasové diskriminace, včetně „rasové segregace a apartheidu“. Soud nespecifikoval, zda se rozpor nachází v rasové segregaci nebo apartheidu. Úmluva apartheid nedefinuje. Poradní stanovisko soudu navrhlo, že definice apartheidu v úmluvě o apartheidu a Římském statutu by mohly být použity k „výkladu článku 3“. Předseda soudu Nawaf Salam ve své deklaraci k poradnímu stanovisku uvedl: „Izraelské páchání nehumánních činů proti Palestincům jako součást institucionalizovaného režim systematického útlaku a nadvlády a jeho záměr tento režim udržet je nepopiratelně výrazem politiky, která se rovná apartheidu.”